# Aeneonaenaria birmanica
Aeneonaenaria birmanica är en stekelart som beskrevs av Heinrich 1974. Aeneonaenaria birmanica ingår i släktet Aeneonaenaria, och familjen brokparasitsteklar. Inga underarter finns listade.